# Wunstorf
Wunstorf város Németországban, azon belül Alsó-Szászország tartományban. Lakosainak száma 41 666 fő (2023. december 31.). Wunstorf Barsinghausen, Garbsen, Seelze, Bad Nenndorf, Hohnhorst és Neustadt am Rübenberge községekkel határos.

## Közigazgatás
A városi területéhez tartozik:  Blumenau (Liethevel), Bokeloh, Großenheidorn, Klein Heidorn, Idensen (Idensermoorral és Niengrabennel), Kolenfeld, Luthe, Mesmerode, Steinhude és Wunstorf.

## Galéria

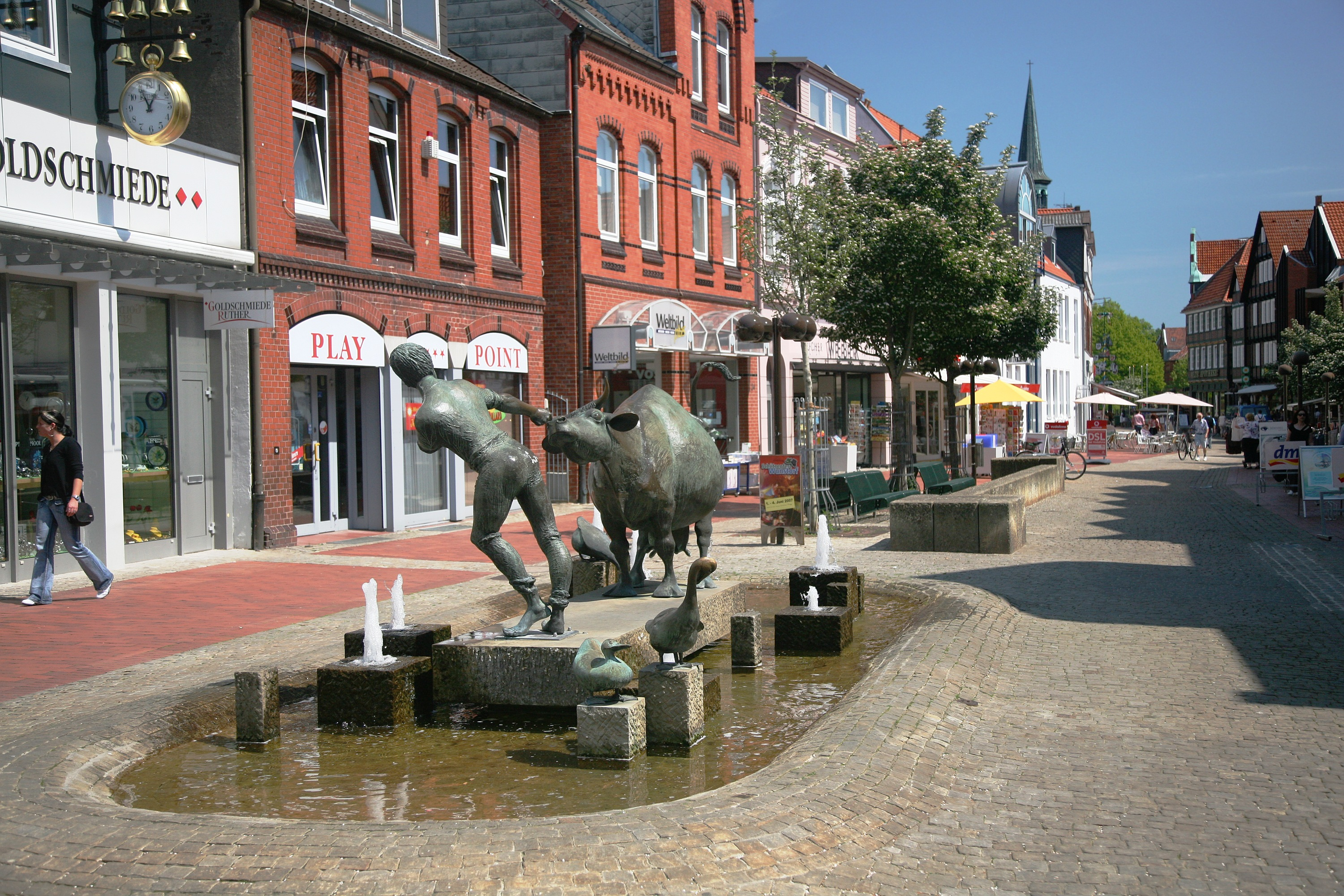
Lange Straße
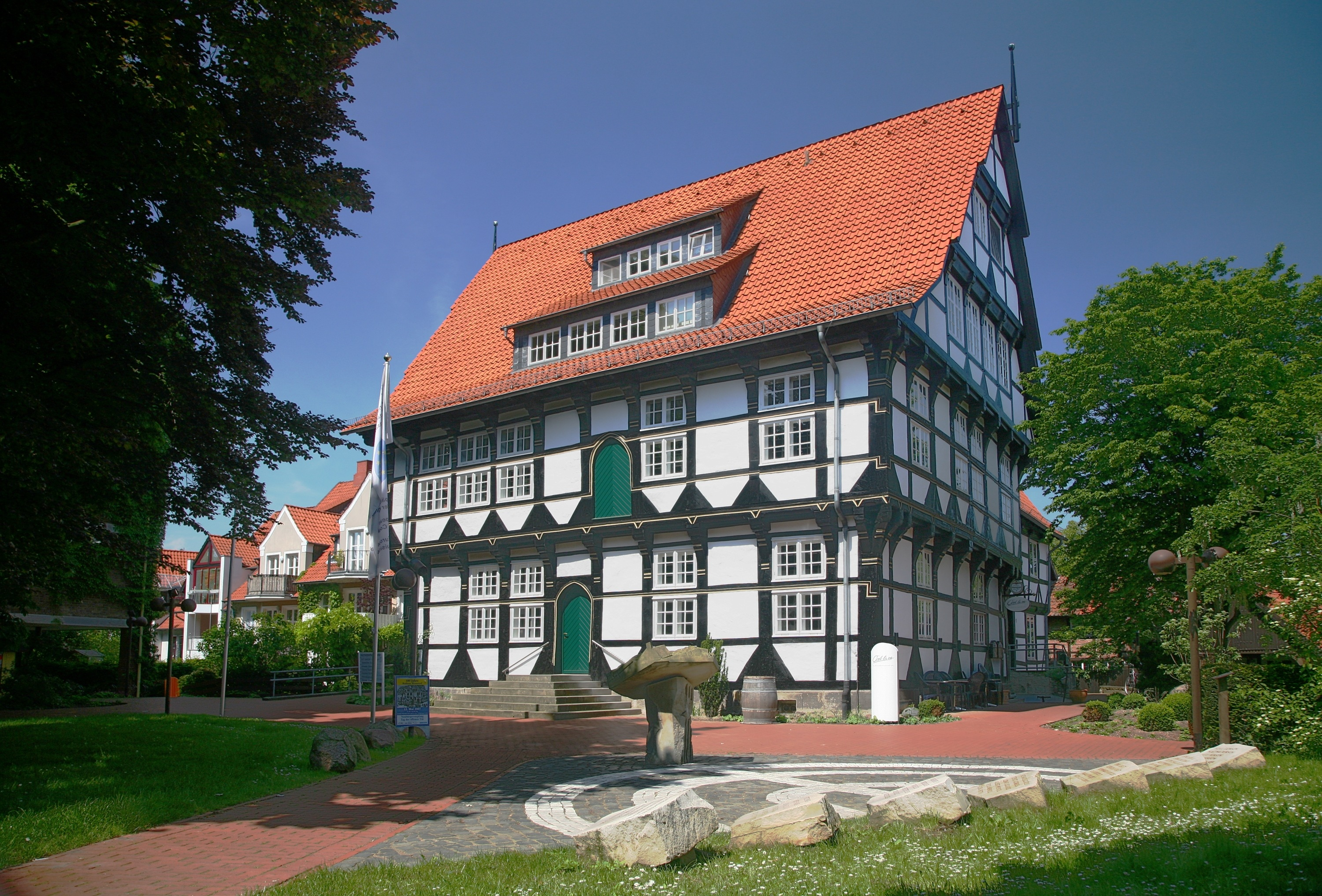
Die Abtei (városi könyvtár)
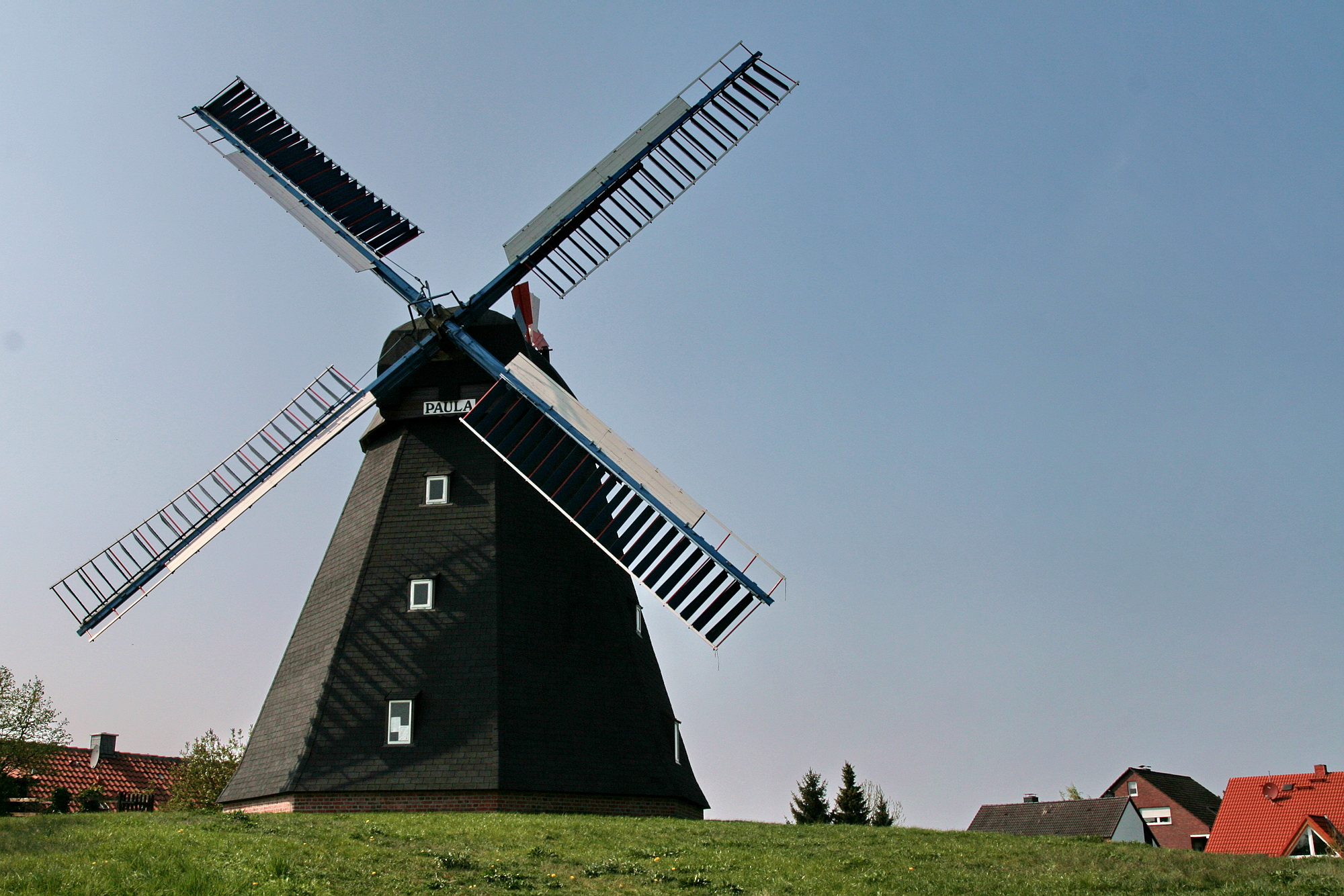
Mühle Paula Steinhudeben
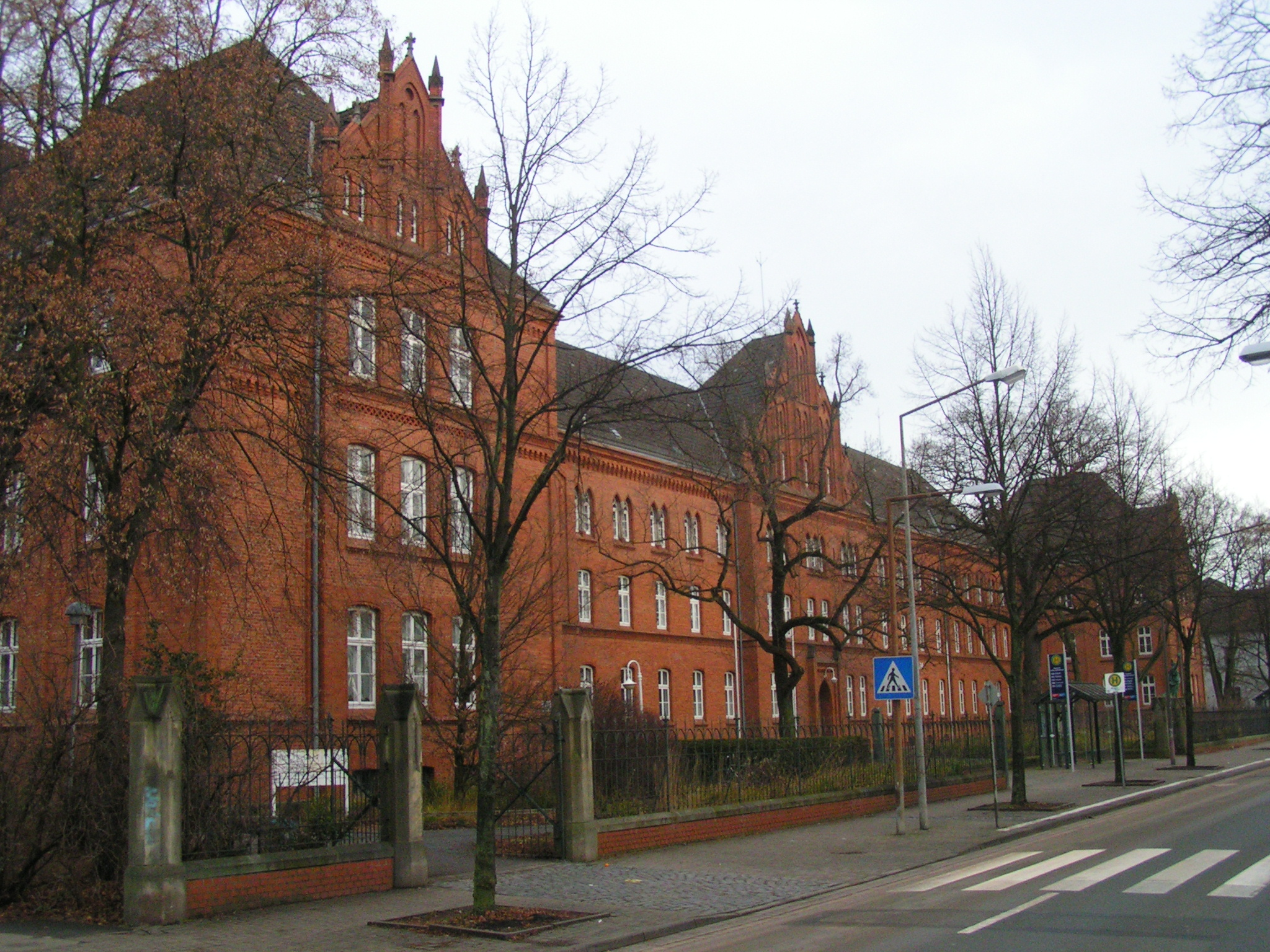
Hölty-Gimnázium

## Népesség
A település népességének változása:
| Lakosok száma | 41 478 | 41 532 | 41 594 | 41 481 | 41 689 | 41 666 |
|               | 2016   | 2017   | 2019   | 2021   | 2022   | 2023   |